# Carol Myers-Scotton
Carol Marie Myers-Scotton (* 19. Februar 1934 in Harvey, North Dakota) ist eine amerikanische Sprachwissenschaftlerin. Sie ist besonders für ihre Forschung zu Code-Switching bekannt.

## Karriere
Myers-Scotton besuchte Schulen in Jamestown, North Dakota, und Minneapolis, wo sie 1951 die High School abschloss. Danach studierte sie am Grinnell College in Grinnell, Iowa, und erlangte 1955 den Bachelor-Abschluss. An der University of Wisconsin-Madison erhielt sie 1961 den Master of Arts und promovierte 1967 in Linguistik.
Von 1986 bis 2003 war Myers-Scotton Professorin an der University of South Carolina. Sie hat über 100 Artikel und sechs Bücher verfasst, welche die Themengebiete Sprachkontakt, Bilingualismus, Soziolinguistik und afrikanische Linguistik umfassen. Sie beschäftigte sich häufig mit den Bantusprachen und ist bekannt für ihre Forschung zu Code-Switching und der Entwicklung des Matrix Language Frame (MLF) Modells.

## Auszeichnungen
- 2004–2011: National Science Foundation Award
- 1994–1997: National Science Foundation Award (mit Janice Jake)
- 1993–1994: Russell Research Award, University of South Carolina
- 1993–1994: Outstanding Graduate Teacher Award, University of South Carolina

## Werke (Auswahl)

### Bücher
- Multiple voices: Introduction to bilingualism. Blackwell Publishers, Malden 2006.
- Contact linguistics: Bilingual encounters and grammatical outcomes. Oxford University Press, Oxford 2002.
- Social motivations for codeswitching: Evidence from Africa. Oxford University Press, Oxford 1993.
- Duelling languages: Grammatical structure in codeswitching. Oxford University Press, Oxford 1993.
- Learning Chichewa. Michigan State University African Studies Center, 1981 (mit Gregory Orr).
- Choosing a lingua franca in an African capital. Linguistic Research, Edmonton 1972.

### Artikel und Buchkapitel
- The 4-M model revisited: Codeswitching and morpheme election at the abstract level. In: International Journal of Bilingualism, Nr. 21, S. 340–366, 2017 (mit Janice Jake).
- Cross-language asymmetries in code switching patterns: Implications for a bilingual language production model. In: John Schwieter (Hg.) Handbook of language processing. Cambridge University Press, Cambridge, 2015, S. 416–458 (mit Janice Jake).
- Language contact: Why outsider system morphemes resist transfer. In: Journal of Language contact, Nr. 2, 2008.
- Uniform Structure: Looking beyond the surface in explaining codeswitching. Special issue on codeswitching. In: Italian Journal of Linguistics/Rivista di Linguistica, Nr. 17, 2005, S. 15–34.
- Four types of morpheme: Evidence from aphasia, code switching, and second-language acquisition. In: Linguistics, Nr. 38, 2000, S. 1053–1100 (mit Janice Jake).
- The structure of Tsotsitaal and Iscamtho: Code switching and in-group identity in South African townships. In: Linguistics, Nr. 35, 1997, S. 317–342 (mit Sarah Slabbert).
- Code-switching with English: switching types, communities types. In: World Englishes, Nr. 8, 1989, S. 333–346.
- Tongzhi in Chinese: conversational consequences of language change. In: Language in Society, Nr. 12, 1983, S. 477–497 (mit Zhu Wanjin).